# Pseudococcus darwiniensis
Pseudococcus darwiniensis är en insektsart som beskrevs av Williams 1985. Pseudococcus darwiniensis ingår i släktet Pseudococcus och familjen ullsköldlöss. Inga underarter finns listade i Catalogue of Life.